# Konstantin I. (Schottland)

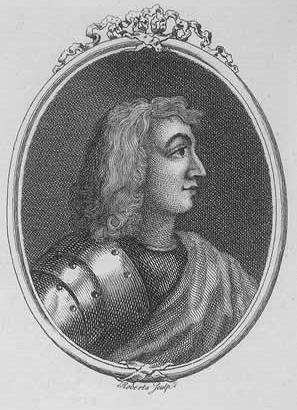
Fiktionaler Kupferstich König Konstantins I. aus dem 18. Jahrhundert von Alexander Bannerman.

Konstantin I. (Causantín mac Cináeda; * 836; † 877) war schottischer König von 863 bis 877 und folgte auf Donald I., seinen Onkel.
Er war der Sohn König Kenneth I. Konstantin I. war ein kriegerischer König. Während fast seiner gesamten Herrschaftszeit war er damit beschäftigt, die Wikinger abzuwehren oder das schottische Königreich nach Süden auszudehnen. 864 unternahmen die Wikinger von Dublin aus einen Feldzug, ihr Anführer war Olaf der Weiße. Konstantin besiegte ihn und ebenso die Truppen von Thorsten dem Roten im Jahre 875. 872 ließ Konstantin seinen Schwager Rhun hinrichten und annektierte dadurch das Königreich Strathclyde.
Obwohl Konstantin auf dem Schlachtfeld viel Geschick zeigte, griff er oft auf Bestechung zurück, um seine Rivalen zu beruhigen und den Frieden vorübergehend zu bewahren. Diese Art der Friedenserhaltung wurde später von den englischen Königen übernommen, namentlich von Æthelred II. um 1000.
Am Ende wurde jedoch Konstantin durch die Wikinger besiegt. Plünderer aus Dublin, die unter dem Namen „Schwarze Fremde“ bekannt waren, errichteten in Fife eine Basis, von wo aus sie ihre Angriffe lancierten. Konstantin wurde 877 während einer Abwehrschlacht bei der „Schwarzen Höhle“ (Inverdovat) in Forgan getötet. Nachfolger wurde sein Bruder Aedh.
Konstantin hatte einen Sohn Donald, der nach der gemeinsamen Herrschaft von Eochaid und Giric als Donald II. selbst den Thron bestieg.